# Atlas mraků (film)
Atlas mraků (anglicky Cloud Atlas) je postmoderní sci-fi film z roku 2012. Režisérská trojice Tom Tykwer, Lana Wachowski a Andy Wachowski jej natočila podle stejnojmenného románu Davida Mitchella z roku 2004.
Film měl svou premiéru 9. září 2012 na 37. mezinárodním filmovém festivalu v Torontu a do americké kinodistribuce šel 26. října téhož roku. V českých kinech měl premiéru 22. listopadu.

## Děj
Příběh filmu probíhá, stejně jako v románové předloze, v šesti časových rovinách. Ty jsou vzájemně provázané, zároveň však rozlišené pomocí odlišných žánrových vzorců: historický film, životopisné drama, paranoidní thriller, filmová fraška, sci-fi a postapokalyptický film. Oproti románu, jehož příběhy jsou přerušené v půli, aby byly postupně dovyprávěny, se ve filmu jednotlivé roviny divoce střídají a postupně procházejí vývojem. Navazují na sebe pomocí kompozičních prvků, zvukových můstků, paralelismů či motivů. Všech šest rovin přechází do další fáze příběhu vždy společně. V úvodních pěti minutách jsou v rychlém sledu představeny v nějakém klíčovém momentu příběhu, v další půlhodině filmu jsou vysvětleny výchozí situace a vyprávění přechází do další fáze.
Jednotlivé příběhy:
- Tichomořský deník Adama Ewinga (1849) – Americký právník Adam Ewing přijíždí ze San Francisca na Chathamské ostrovy uzavřít za svého tchána Haskella Moora obchodní smlouvu s reverendem Gillesem Horroxem. Stává se svědkem bičování moriorského otroka Autuy, který poté uprchne na jeho lodi a přesvědčí ho, aby se jej zastal u posádky. Doktor Henry Goose mezitím Ewinga pomalu tráví jedem s výmluvou, že jde o lék na parazitického červa. Chce se přitom zmocnit Ewingova jmění. Při podání poslední smrtící dávky však Autua Ewinga zachrání. Po návratu do Spojených států je Ewing znechucen tchánovým podílem na otrokářství a se svou ženou Tildou opustí San Francisco, aby se přidal k hnutí za zrušení otroctví.
- Dopisy ze Zedelghemu (1936) – Anglický bisexuální hudebník Robert Frobisher nastoupí jako zapisovač u skladatele Vyvyana Ayerse, což mu poskytne čas a inspiraci pro skládání vlastního díla, sextetu Atlas mraků. Také si přitom přečte část vydání Ewingova deníku. Ayers se ale chce podepsat pod Frobisherovu symfonii a vydírá ho odhalením a skandalizací jeho intimních vztahů. Frobisher Ayerse postřelí a uprchne do hotelu, kde dokončí svůj mistrovský sextet. Těsně před příjezdem svého milence Rufuse Sixsmithe však spáchá sebevraždu.
- Poločasy rozpadu: První záhada Luisy Reyové (1973) – Novinářka Luisa Reyová potkává už staršího Sixmithe, který je nyní jaderným fyzikem. Ten ji přivede na stopu konspirací souvisejících s bezpečností nového jaderného reaktoru provozovaného Lloydem Hooksem, je však zavražděn Hooksovým zabijákem Billem Smokem ještě dřív, než jí stihne předat důkazní zprávu. Reyová najde a přečte si Frobisherovy dopisy adresované Sixmithovi. Jiný vědec z elektrárny, Isaac Sachs jí poskytne kopii Sixmithovy zprávy. Smoke však zavraždí i Sachse a svrhne novinářku v jejím autě z mostu. S pomocí šéfa elektrárenské ochranky Joea Napiera unikne Rayová i dalšímu vražednému pokusu, při kterém zemře sám Smoke. Nakonec odhalí spiknutí, jehož záměrem bylo jadernou havárií podpořit zisky ropných společností.
- Hrůzostrašná muka Timothyho Cavendishe (2012) – Pětašedesátiletý vydavatel Timothy Cavendish náhle zbohatne, když jím publikovaný gangsterský autor Dermont Hoggins zavraždí kritika a je poslán do vězení. Hogginsovi kumpáni mu však začnou vyhrožovat smrtí, aby získali svůj podíl na zisku a Cavendish se obrátí o pomoc na svého bratra Denholma. Ten ho léčkou zavře do pečovatelského domu, kde ho drží proti jeho vůli, ale Timothymu se podaří utéct. Obdrží rukopis románu o životě novinářky Reyové a napíše vlastní scénář o svých příhodách v pečovatelském domě.
- Orison Sonmi~451 (2144) – Sonmi~451 je lidský klon, umělý produkt genetického inženýrství. Pracovala jako servírka v restauraci. Nyní sedí u výslechu před svou popravou a popisuje, jak byla ze svého vyhovujícího poddanského života vytržena velitelem Hae-Joo Changem, příslušníkem povstaleckého hnutí známého jako „Unie“. Zatímco se skrývala, sledovala film založený na Cavedishových příhodách. Unijní povstalci jí odhalí, že klony jako ona jsou pravidelně zabíjeny a „recyklovány“ jako potrava pro nové klony. Sonmi se rozhodne, že společenský systém založený na zotročování a vykořisťování klonů nelze tolerovat a uprchne na Havaj, kde veřejně odvysílá svůj příběh a prohlášení. Hae-Joo Chang však zahyne při přestřelce, Sonmi je dopadena a po svém výslechu popravena.
- Jak to bylo u Slooshova brodu, a co se pak seběhlo (106 zim po „Úpadku“, v knize datováno 2321) – Zachry žije se svou sestrou a neteří Catkin v primitivním společenství nazývaném „Údolí“ poté, co většina lidstva vymřela při jaderné katastrofě („Úpadku“). Obyvatelé z Údolí uctívají Sonmi jako svou bohyni. Zachry trpí halucinacemi s postavou jménem „Old Georgie“, která ho manipulativně nabádá ke zbabělosti. Násilnický kmen Konů kvůli tomu zabije Zachryho přítele i se synem. Zachryho vesnici navštíví Meronym, jedna z „Jasnozřivých“, což je společnost využívající technologie pozůstalé z doby před „Úpadkem“. Meronym zachrání Zachryho neteř Catkin před smrtí a on ji z vděčnosti zavede do hor, kde vyhledají Atlas mraků. Jedná se o vysílací stanici, odkud může vyslat zprávu Zemským koloniím. Meronym zde odhalí, že Sonmi nebyla bohyní, ale skutečnou smrtelnicí. Po návratu Zachry najde vesnici vyvražděnou kmenem Konů. Podaří se mu zabít jejich vůdce a vysvobodit Catkin. Meronym je oba zachrání před útokem kmene Konů, vezme s sebou na loď Jasnozřivých a odveze z Velkého ostrova.
- Jako epilog filmu vypráví Zachry už coby stařec svým vnoučatům tyto příběhy někde v mimozemské kolonii, čímž stvrzuje, že Meronym s vysláním zprávy uspěla a všichni se zachránili.

## Obsazení
V hlavních rolích filmu účinkovali: Tom Hanks, Hugo Weaving, Jim Sturgess, Hugh Grant, Halle Berryová, Susan Sarandon, Ben Whishaw. Tučně zvýrazněné jsou ústřední postavy příběhu.
| Herec          | Foto           | Tichomořský deník Adama Ewinga (1849) | Dopisy ze Zedelghemu (1936) | Poločasy rozpadu: První záhada Luisy Reyové (1973) | Hrůzostrašná muka Timothyho Cavendishe (2012) | Orison Sonmi~451 (2144)                 | Jak to bylo u Slooshova brodu, a co se pak seběhlo (2321) |
| -------------- | -------------- | ------------------------------------- | --------------------------- | -------------------------------------------------- | --------------------------------------------- | --------------------------------------- | --------------------------------------------------------- |
| Tom Hanks      | Tom Hanks      | Dr. Henry Goose                       | hoteliér                    | Isaac Sachs                                        | Dermot Hoggins                                | herec Timothyho Cavendishe              | Zachry                                                    |
| Halle Berryová | Halle Berryová | domorodá žena                         | Jocasta Ayrsová             | Luisa Reyová                                       | indická návštěvnice večírku                   | Ovidius                                 | Meronym                                                   |
| Jim Broadbent  | Jim Broadbent  | kapitán Molyneux                      | Vyvyan Ayrs                 | ---                                                | Timothy Cavendish                             | korejský hudebník                       | Jasnozřivý 2                                              |
| Hugo Weaving   | Hugo Weaving   | Haskell Moore                         | Tadeusz Kesselring          | Bill Smoke                                         | sestra Noakesová                              | radní Mephi                             | Starej Georgie                                            |
| Jim Sturgess   | Jim Sturgess   | Adam Ewing                            | host v levném hotelu        | Meganin otec                                       | skotský horal                                 | Hae-Joo Chang                           | Adam, Zachryho švagr                                      |
| Doona Bae      |                | Tilda Ewingová                        | ---                         | Luisina matka, přistěhovalecká žena                | ---                                           | Sonmi~451, Sonmi~351, prostitutka Sonmi | ---                                                       |
| Ben Whishaw    | Ben Whishaw    | sluha                                 | Robert Frobisher            | prodavač                                           | Georgette                                     | ---                                     | člen kmene                                                |
| James D'Arcy   | James D'Arcy   | ---                                   | mladý Rufus Sixsmith        | starý Rufus Sixsmith                               | sestra Jamesová                               | archivář                                | ---                                                       |
| Xun Zhou       | Zhou Xun       | ---                                   | ---                         | Talbot / hoteliér                                  | ---                                           | Yoona~939                               | Rose                                                      |
| Keith David    | Keith David    | Kupaka                                | ---                         | Joe Napier                                         | ---                                           | An-kor Apis                             | Jasnozřivý                                                |
| David Gyasi    |                | Autua                                 | ---                         | Lester Rey                                         | ---                                           | ---                                     | Duophysite                                                |
| Susan Sarandon | Susan Sarandon | Madam Horroxová                       | ---                         | ---                                                | starší Ursula                                 | Yosouf Suleiman                         | Abatyše                                                   |
| Hugh Grant     | Hugh Grant     | reverend Giles Horrox                 | zaměstnanec hotelu          | Lloyd Hooks                                        | Denholme Cavendish                            | dohlížitel Rhee                         | náčelník Konů                                             |

## Hudba
Atlas mraků byl nominován na Zlatý glóbus za nejlepší hudbu pro Johnnyho Klimeka, Toma Tykwera a Reinholda Heila. Tato trojice spolupracovala už na řadě předchozích filmů, z nichž jsou známé zejména Lola běží o život (Run Lola Run), Parfém: Příběh vraha (Perfume: The Story of a Murderer). Se sourozenci Wachovskými se spojila také při třetím dílu trilogie Matrix.